# Alexander Wladimirowitsch Belomoin
Alexander Wladimirowitsch Belomoin (georgisch ალექსანდრე ბელომოინ, russisch Алекса́ндр Владимирович Беломоин; * 8. Juni 1991 in Tjumen, Russische SFSR, Sowjetunion) ist ein russisch-georgischer Eishockeyspieler, der seit 2021 bei den Fieri Crusaders Tbilisi in der georgischen Eishockeyliga spielt.

## Karriere
Der aus Tjumen stammende Belomoin spielte zu Beginn seiner Karriere für verschiedene Vereine in Russland, darunter auch ein Jahr für Olimpija Kirowo-Tschepezk in der Molodjoschnaja Chokkeinaja Liga. Von 2013 bis 2016 spielte er in der Emirates Ice Hockey League für die Dubai Mighty Camels und die Dubai White Bears. Seit 2021 steht er bei den Fieri Crusaders Tbilisi in der georgischen Eishockeyliga auf dem Eis.

### International
Belomoin stand bei den Weltmeisterschaften 2022 in der Division II im Kader der georgischen Nationalmannschaft. Zudem vertrat er seine Farben bei der Olympiaqualifikation für die Winterspiele in Mailand 2026, wurde aber nicht eingesetzt.

## Erfolge und Auszeichnungen
- 2022 Aufstieg in die Division II, Gruppe A, bei der Weltmeisterschaft der Division II, Gruppe B